# Guaraçaí
Guaraçaí là một đô thị ở bang São Paulo của Brasil. Đô thị này nằm ở vĩ độ 21º01'42" độ vĩ nam và kinh độ 51º12'24" độ vĩ tây, trên khu vực có độ cao 440 m, cách thủ phủ bang 616 km. Dân số năm 2004 ước tính là 9.202 người. 
Đô thị này có diện tích 568,4 km, também é considerada a Capital do Abacaxi no estado de São Paulo.

## Thông tin nhân khẩu
Dữ liệu dân số theo điều tra dân số năm 2000
Tổng dân số: 8.894
- Dân số thành thị: 6.683
- Dân số nông thôn: 2.211
  - Nam giới: 4.489
  - Nữ giới: 4.405

Mật độ dân số (người/km²): 15,65
Tỷ lệ tử vong trẻ sơ sinh dưới 1 tuổi (trên một triệu người): 16,72
Tuổi thọ bình quân (tuổi): 70,77
Tỷ lệ sinh (số trẻ trên mỗi bà mẹ): 1,89
Tỷ lệ biết đọc biết viết: 87,82%
Chỉ số phát triển con người (HDI-M): 0,771
- Chỉ số phát triển con người - Thu nhập: 0,693
- Chỉ số phát triển con người - Tuổi thọ: 0,763
- Chỉ số phát triển con người - Giáo dục: 0,856

(Nguồn: IPEADATA)

## Sông ngòi
- Sông Tietê
- Sông Aguapeí

## Các xa lộ
- SP-300 - Rodovia Marechal Rondon

## Referências
1. ↑  "Estimativas da população para 1º de julho de 2008" (PDF). Instituto Brasileiro de Geografia e Estatística (IBGE). ngày 29 tháng 8 năm 2008. Truy cập ngày 5 tháng 9 năm 2008.